# Berlínský krátkozobý rejdič
Berlínský krátkozobý rejdič je plemeno holuba domácího, které je chováno především v Německu. Je to holub malého vzrůstu s výrazně kulatou hlavou, u které se cení vysoké, široké čelo. Zobák je velmi krátký, oči jsou velké a perlové. Toto plemeno je chované pouze v hladkohlavé formě, bez chocholky. Krk je utvářený do tvaru písmene S. Pro berlínského krátkozobého rejdiče je typický třes krku a hlavy, zvláště při rozrušení zvířete. Trup je krátký a hruď široká a vypnutá. Křídla jsou svěšená, běháky a prsty jsou porostlé krátkými rousky.
Toto plemeno se chová v barvách modrá pruhové, stříbřitá pruhové, červeně plnobarevné a žluté popelavé, dále jsou uznaní grošovaní bělouši ve všech těchto barvách, červení a žlutí bělouši, modré, stříbřité, červené a žlutě popelavé straky a pak ráz bronzový černý.